# Cal Mateu (Santa Llocaia)
Cal Mateu és un edifici rural de Santa Llocaia (Alta Cerdanya) protegit com a monument històric des del 21 de desembre de 1984.
L'edifici principal és del principi del segle xviii, i la resta de dependències (estables, graners...) són fruit d'ampliacions i modificacions posteriors amb tres edificis organitzats al voltant d'un pati interior.
Actualment acull el museu de la Cerdanya.